# Огони
Огони — народ, проживающий в Нигерии. Территориально расположены в штате Риверс, на побережье Гвинейского залива, к востоку от Порт-Харкорта. Численность населения — 500 тыс. человек. Родственны ибибио. Среди огони выделяют группы северных кана, южных кана, гокана, тай и элеме. Религиозная принадлежность — традиционные верования, часть — христиане.

## Язык
Говорят на кегбоидных языках (языки огони), относящихся к нигеро-кордофанской семье. Включают языки: гокана, кхана, тее, баан, элеме.

## Традиционные занятия
Развиты: подсечно-огневое земледелие, рыболовство, ремесла.

## Традиционная одежда
Набедренные повязки постепенно вытесняются европейским костюмом.

## Общество
Традиционно власть принадлежит вождям древнейших общин. Не имеют политических образований и централизованного управления. Большие семьи. В основе социальной организации лежит возрастная стратификация. Пища — в основном рыбная и растительная. Жилища — из брёвен или тростника с соломенными крышами.

## Культура
Распространены культ предков и культ сил природы, магия, ведовство.

## Национальный союз студентов Огони
Национальный союз студентов Огони (NUOS) — независимая некоммерческая организация, которая функционирует как часть Движения за выживание Огони (MOSOP), основанного в начале 1990-х годов писателем и общественным деятелем Кеном (Кенулем) Бисоном Саро-Вивой.
NUOS стремится увеличить и обогатить качество жизни через образовательные, благотоворительные, научные и экологические программы. Долгое время огони были жертвами нигерийского правительства. В ходе протестов против проведения нового трубопровода, был совершен набег на 27 деревень, и убито 2 тыс. людей огони. В 2006 году NUOS послало ходатайство Джорджу Бушу с просьбой вмешаться в дела и остановить царящий беспредел.